# Château du Pont-Roger
Le château du Pont-Roger est une demeure du XVIIIe siècle qui se dresse sur le territoire de la commune française de Saint-Jean-des-Champs, dans le département de la Manche, en région Normandie. L'édifice est partiellement inscrit au titre des monuments historiques.

## Localisation
Le château est situé à 1 km au sud-ouest de l'église Saint-Jean, au bout d'une grande allée, sur la commune de Saint-Jean-des-Champs, dans le département français de la Manche.

## Historique
Le château du Pont-Roger a été reconstruit à la fin du règne de Louis XIV, en 1691, par Pancrace de La Motte, lieutenant général au bailliage de Coutances, sur l'emplacement de l'ancien manoir des La Motte de Pont-Roger.
Au XVIIIe siècle, le château échoit au vicomte de Bricqueville, François-Claude de Bricqueville (1761-1796), qui rentré d'Angleterre en 1796, afin d'organiser la résistance, trouva le château livré aux Bleus,. Ardent royaliste, il avait rejoint les frères du roi à Coblence. Sa femme se retirera au château et demandera le divorce afin de protéger ses biens.

## Description
Le logis, avec avant-corps central et fronton triangulaire, haut d'un unique rez-de-chaussée est couvert d'un grand comble à la Mansart. Le château est précédé de deux pavillons d'entrée et d'un portail muni d'une grille.
Prés du château XVIIIe siècle il subsiste une partie de l'enceinte quadrangulaire flanquée de deux tours rondes d'un ancien château probablement du XVe siècle .

## Protection
Les façades et les toitures du château, des deux pavillons d'entrée (dont un refermant la chapelle) et du bâtiment sud des communs avec ses deux tours, et le portail d'entrée avec sa grille, sont inscrits au titre des monuments historiques par arrêté du 13 février 1975.

## Parc
Le parc du château du Pont-Roger recensé à l'Inventaire général du patrimoine culturel fait partie d'un site classé.